# Camillo Tiberio
Camillo Tiberio (Casalbordino, 24 ottobre 1850 – Teggiano, 26 aprile 1915) è stato un vescovo cattolico italiano.

## Biografia
Nato nel 1850 a Casalbordino, da Giuseppe e Maria Vittoria Bucciarelli, per quasi dieci anni fu vescovo della diocesi di Diano-Teggiano, oggi Teggiano-Policastro. Ricevette la consacrazione episcopale dal cardinale Pietro Respighi a Roma, assistito dagli arcivescovi Domenico Serafini, O.S.B. e Mauro Bernardo Pietro Nardi, O.F.M. Cap. Aveva due fratelli, Antonio, un monaco, e Donato, ricco proprietario terriero; anche la sorella Rachele prese i voti, diventando suora. Fu egli stesso ad esprimere il desiderio di essere nominato vescovo di Diano, data la sede vacante: la nomina venne accolta da papa Pio IX, dopo averne compreso le «ottime qualità morali e politiche, e l'elevata cultura».

## Genealogia episcopale
La genealogia episcopale è:
- Cardinale Scipione Rebiba
- Cardinale Giulio Antonio Santori
- Cardinale Girolamo Bernerio, O.P.
- Arcivescovo Galeazzo Sanvitale
- Cardinale Ludovico Ludovisi
- Cardinale Luigi Caetani
- Cardinale Ulderico Carpegna
- Cardinale Paluzzo Paluzzi Altieri degli Albertoni
- Papa Benedetto XIII
- Papa Benedetto XIV
- Papa Clemente XIII
- Cardinale Marcantonio Colonna
- Cardinale Giacinto Sigismondo Gerdil, B.
- Cardinale Giulio Maria della Somaglia
- Cardinale Carlo Odescalchi, S.I.
- Cardinale Costantino Patrizi Naro
- Cardinale Lucido Maria Parocchi
- Cardinale Pietro Respighi
- Vescovo Camillo Tiberio